# Paratendipes tunisiae
Paratendipes tunisiae är en tvåvingeart som beskrevs av Jean-Jacques Kieffer 1918. Paratendipes tunisiae ingår i släktet Paratendipes och familjen fjädermyggor.
Artens utbredningsområde är Tunisien. Inga underarter finns listade i Catalogue of Life.